# Расплата (фильм, 2010)
«Расплата» (англ. The Debt, дословный перевод — «Долг») — американский художественный фильм британского режиссёра Джона Мэддена в жанре драматического триллера. Премьера состоялась 14 сентября 2010 года в рамках показа на международном кинофестивале в Торонто. В основе фильма лежит кинолента Ассафа Бернштайна «Долг» (2007).

## Сюжет
В фильме рассказывается о трёх молодых агентах «Моссада» на секретном задании, которые в 1965 году похищают в ГДР и убивают известного нацистского преступника. Всем троим пришлось многое пережить, всех их связывают непростые отношения друг с другом и одна неприглядная тайна. Тридцать лет спустя на Украине объявляется человек, утверждающий, что он и есть тот нацист, — и одному из бывших агентов приходится вернуться к своей деятельности, чтобы докопаться до истины и примириться со своим прошлым.

## В ролях
- Хелен Миррен — Рэйчел Сингер, бывший агент «Моссада» в 1960-е
- Джессика Честейн — молодая Рэйчел Сингер
- Киаран Хайндс — Дэвид Перец, бывший агент «Моссада» в 1960-е
- Сэм Уортингтон — молодой Дэвид
- Том Уилкинсон — Стефан Голд, бывший агент «Моссада» в 1960-е
- Мартон Чокаш — молодой Стефан
- Йеспер Кристенсен — Дитер Фогель
- Роми Эбулафия — Сара